# Klaus Partzsch
Klaus Partzsch (* 5. Februar 1930 in Klotzsche; † 26. Mai 1995 in Dresden) war ein deutscher Journalist und Redakteur.

## Leben
Klaus Partzsch wurde als Sohn kommunistischer Eltern geboren. Nach seiner mittleren Reife wurde er 1946 Volontär bei der Sächsischen Volkszeitung in Dresden. 1950 flüchtete er nach West-Berlin und wurde im November desselben Jahres in einem Flüchtlingslager aufgenommen in Kirchrode, einem Stadtteil von Hannover.
In Hannover arbeitete Partzsch anfangs als Bankbote sowie freiberuflich für die Frankfurter Abendpost und den Norddeutschen Rundfunk (NDR). 1956 begann er als Lokalredakteur bei der Hannoverschen Allgemeinen Zeitung. Stadtbekannt wurde er dort durch seine mit dem Pseudonym Klapa signierten Wochenend-Kolumnen, in denen er „in gnadenloser Ironie“ Themen und Ereignisse der aktuellen Stadtgeschichte aufgriff.
Von Klaus Partzsch ging die Idee aus zur Entstehung des Altstadt-Flohmarkts, der dann erstmals nach dem Vorbild des Pariser Flohmarkts im Anfang April 1967 von Reinhard Schamuhn auf dem Holzmarkt ausgerichtet wurde.
Seinen Ruhestand verbrachte Partzsch ab 1993 in Dresden.

## Werke
- Klaus Partzsch u.a: Was tun? [Anleitung, wie man die ersten Stunden nach der Schulentlassung herumkriegen kann.], Fotos: Klaus Partzsch, Peter Grobe; Zeichnungen: Lutz Niemeyer, Hannover: Steinbock-Verlag, 1966
- Klapas schwarzweisses Hannover. In den Jahren 1966 - 1976, Neuauflage, Hannover: Leuenhagen und Paris, 1983, ISBN 3-923976-00-3
- Klapas rotweisses Hannover, 44 neue Geschichten , Geschenkausgabe, Hannover-Empelde: Grütter 1980
- Klapas goldenes Hannover. Noch einmal 111 Geschichten, 2. Auflage, Hannover: Leuenhagen und Paris, 1983, ISBN 3-923976-01-1
- Klapas buntes Hannover, Hannover: Leuenhagen und Paris, 1989, ISBN 3-923976-10-0
- Klapas Hannover. 250 Glossen, Plaudereien und heitere Geschichten aus 25 Jahren, hrsg. von Wolfgang Risse, Hannover: Leuenhagen und Paris, 1991, ISBN 3-923976-11-9
- Das kleine Hannoversche Schmunzelbuch, in der Reihe Ein HAZ-Buch, hrsg. von Wolfgang Risse, Hannover: Leuenhagen und Paris, 2002, ISBN 3-923976-40-2
- Das neue kleine Hannoversche Schmunzelbuch. [Glossen, heitere Geschichten, Plaudereien], eine Auswahl von Tina Deininger, hrsg. von Wolfgang Risse, Hannover: Leuenhagen und Paris, 2004, ISBN 3-923976-45-3